# Орлов, Владимир Владимирович
Владимир Владимирович Орлов (род. 23 июля 1971, Горький) — советский и российский хоккеист, нападающий, мастер спорта. Тренер.

## Биография
Воспитанник горьковского «Торпедо». начинал играть в команде второй лиги «Кварц» Бор (1991/92). В 1992—1999 годах выступал за «Торпедо». Затем играл за клубы СКА СПб (1999/2000), «Мотор» Заволжье (2000/01), «Нефтяник» Лениногорск (2001/02),
«Кристалл» Саратов (2001/02), «Саров» (2002/03), «Белгород» (2003/04).
В 2008—2019 годах — тренер юношеских команд «Торпедо». В 2019—2021 годах — тренер юношеских команд ХК «Чебоксары». В сезоне 2021/22, до 27 декабря — главный тренер команды ВХЛ-Б «Чебоксары».